# باستور فيغا
باستور فيغا هو كاتب سيناريو ورسام ومخرج كوبي، ولد في 12 فبراير 1940 في هافانا في كوبا، وتوفي بنفس المكان في 2 يونيو 2005.

## وصلات خارجية
- باستور فيغا على موقع IMDb (الإنجليزية)
- باستور فيغا على موقع ألو سيني (الفرنسية)
- باستور فيغا على موقع أول موفي (الإنجليزية)
- باستور فيغا على موقع قاعدة بيانات الأفلام السويدية (السويدية)
- باستور فيغا على موقع قاعدة بيانات الفيلم (الإنجليزية)
- باستور فيغا على موقع كينوبويسك (الروسية)